# كرويات القرون
كرويات القرون أو ذباب الروث الصغير أو عائلة بوربوريدي (الاسم العلمي: Sphaeroceridae)، فصيلة حشرات من رتبة ذوات الجناحين. تضم أكثر من 1300 نوع وتم قبول حوالي 125 جنسًا صالحًا في الوقت الحاضر، ولكن لا تزال عملية وصف الأنواع الجديدة مستمرة.